# Попов, Василий Алексеевич
Василий Алексеевич Попов (23 февраля 1912, Хобот-Богоявленское, Тамбовская губерния — 25 апреля 1979, Хобот-Богоявленское, Тамбовская область) — командир отделения управления 113-го отдельного истребительно-противотанкового дивизиона, полный кавалер ордена Славы.

## Биография
Родился 23 февраля 1912 года в селе Хоботец-Богоявленское (ныне — Первомайского района Тамбовской области). Окончил 4 класса. Работал в колхозе.
В октябре 1941 года был призван в Красную Армию. С того же месяца на фронте. Воевал в артиллерии, в 1943 году вступил в ВКП. Особо отличился в боях за освобождение Белоруссии и Прибалтики.
10-11 марта 1944 года в боях за деревню Матырино командир орудия старший сержант Попов с расчётом уничтожил свыше 20 противников, подавил 4 пулемётные точки и противотанковое орудие, подбил несколько бронетранспортёров. Приказом от 9 апреля 1944 года старший сержант Попов Василий Алексеевич награждён орденом Славы 3-й степени.
22-26 июня 1944 года в боях за деревню Ямборг, железнодорожную станцию Оболь и деревню Захарово командир отделения управления старший сержант Попов выявил несколько огневых точек, пунктов сопротивления, мест скопления живой силы и боевой техники противника, после чего корректировал огонь наших батарей. 27 июня, приняв на себя командование орудийным расчётом, в бою в районе станции Оболь прямой наводкой сразил до 15 солдат, вывел из строя артиллерийское орудие и подавил 2 пулемётные точки. Приказом от 20 сентября 1944 года старший сержант Попов Василий Алексеевич награждён орденом Славы 2-й степени.
В начале октября 1944 года в период подготовки к наступлению в районе населённого пункта Скривери старшина Попов выявил несколько огневых точек врага и 16 октября корректировал огонь орудий при их подавлении. В результате было убито до 15 противников, ликвидированы 4 пулемёта с прислугой и артиллерийское орудие.
Указом Президиума Верховного Совета СССР от 24 марта 1945 года за образцовое выполнение заданий командования в боях с немецко-вражескими захватчиками старшина Попов Василий Алексеевич награждён орденом Славы 1-й степени. Стал полным кавалером ордена Славы.
В 1945 году В. А. Попов был демобилизован. Вернулся на родину. Работал кладовщиком в колхозе. Скончался 25 апреля 1979 года.

## Награды
- орден Славы 3-х степеней
- орден Отечественной войны II степени (24.3.1945)[1]
- медали.